# Eduard Aulés i Garriga
Eduard Aulés i Garriga (Barcelona, ca 1836 - 31 de desembre de 1912) fou un autor dramàtic, llibretista de sarsueles i advocat. De vegades feu servir el pseudònim de Bonaventura Gatell, com en alguns escrits de la revista satírica Un tros de paper. Va viure a Cuba, on exercí de jutge. Més tard es traslladà a les Filipines i a Puerto Rico.
Era fill de Joan Aulés i Farràs (+1881) i de Narcisa Garriga (+1879).
Eduard Aulés va morir a Barcelona a l'edat de 76 anys, casat amb Isabel Pujol i Puig, coneguda com a Isabel Pujol d'Aulés o Isabel Pujol i Aulés, a qui se li atribueix almenys una obra de teatre "Per amor a l'art" (1885).

## Obra dramàtica

#### 1870
- Cinc minuts fora del món. Juguet català. Música de diversos compositors europeus. Estrenat al Teatre del Prat Català de Barcelona el 30 de juliol de 1870.
- Lo diari ho porta. Joguina en un acte en vers.

#### 1871
- Tres blanchs i un negre. Sarsuela en un acte en vers.

#### 1877
- Dos carboners. Judici verbal en 1 acte i en vers. Música de Francesc Pérez-Cabrero i Ferrater. Estrenat al Teatre Tívoli de Barcelona el 18 d'agost de 1877.
- Romagosa (Bis). Joguina en un acte en vers.

#### 1880
- Cel rogent, estrenada al teatre Romea, el 8 d'abril de 1880.
- De cap á mar.
- Vots son trumfos. Comèdia en un acte en prosa.

#### 1881
- Cap i cua, estrenada al Teatre Romea, el 19 de maig de 1881.
- Un Rey al cos.
- L'anada a Montserrat. Amb col·laboració d'Albert Llanas. Comèdia en tres actes en vers.

#### 1883
- Tot cor! , estrenada al teatre Romea, el 16 d'octubre 1883. Joguina en un acte en vers.

#### 1884
- Còlera vostras. Monòleg en un acte en vers.
- Ell! Joguina en un acte en vers.
- Cinc (o sis) rals diaris. Comèdia catalana en un acte, original i en prosa. Estrenada al teatre Novetats de Barcelona, la nit del 24 de novembre de 1884.

#### 1885

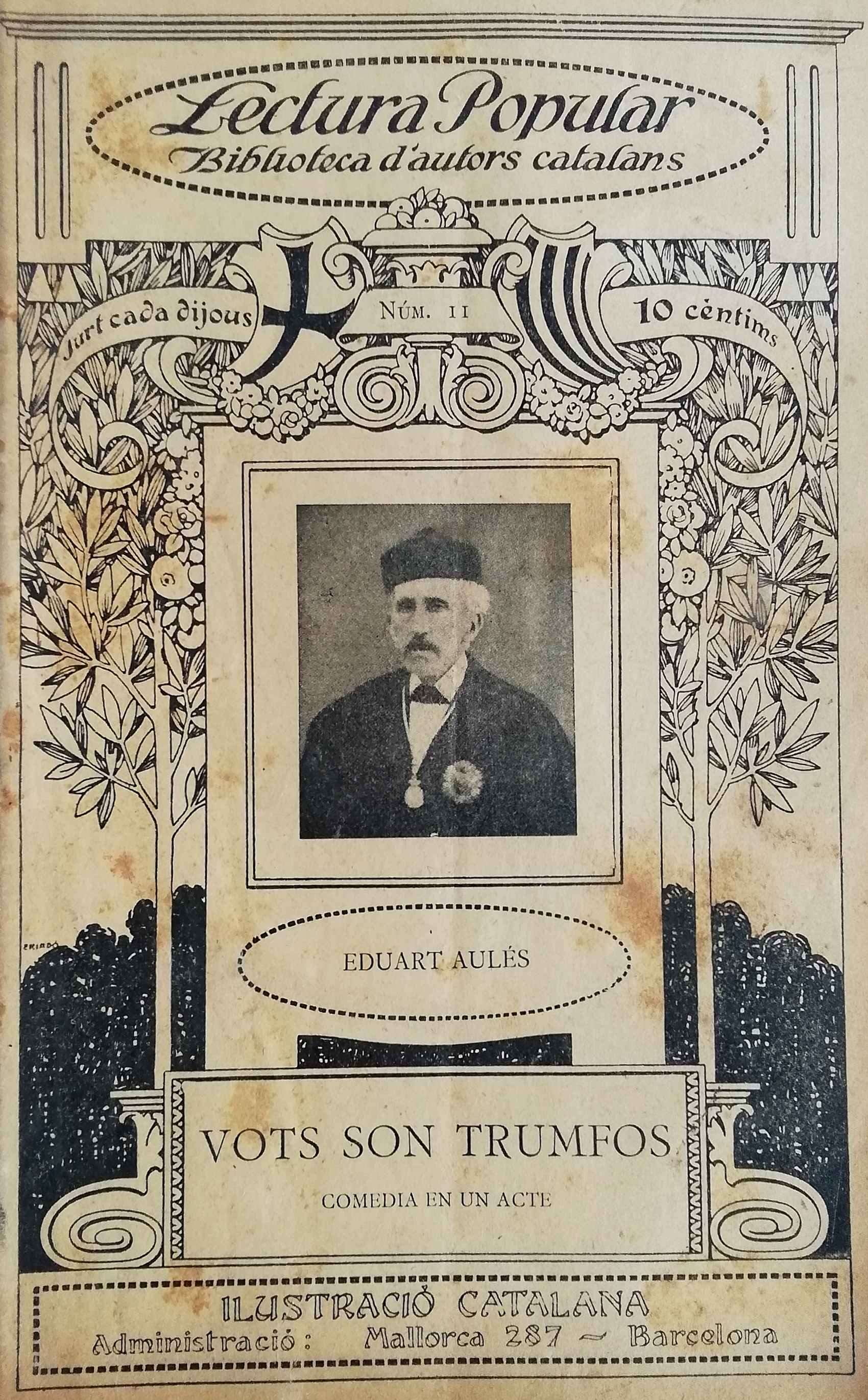
Vots són Trumfos, comèdia en un acte i en prosa d'Eduard Aulés. Dins la col·lecció Lectura Popular Biblioteca d'autors catalans de la Il·lustració Catalana publicat l'any 1913

La mar vella. Passatemps còmico-líric en 1 acte i en vers. Música de Climent Cuspinera i Oller. 1885
- Per no mudarse de pis. Comèdia en un acte i en prosa estrenada al Teatre Novetats de Barcelona per l'Associació d'Autors Catalans el 23 de desembre de 1885.
- Una dona a la brasa, estrenada al Teatre del Bon Retir l'11 d'abril de 1885. Joguina en un acte en vers.
- No va mas! Monòleg en un acte en vers.
- Lletra menuda. Comèdia en un acte en vers.
- La mà trencada. Joguina en un acte en prosa.

#### 1886
- La trompeta de la sal. Comèdia en tres actes en prosa.

#### 1889
- Lo Sant-Cristo gros. Comèdia en 3 actes i en vers. Estrenada al teatre Romea, el mes de gener de 1889.

#### 1893
- Sense sogra. Comèdia en un acte en prosa.

#### 1906

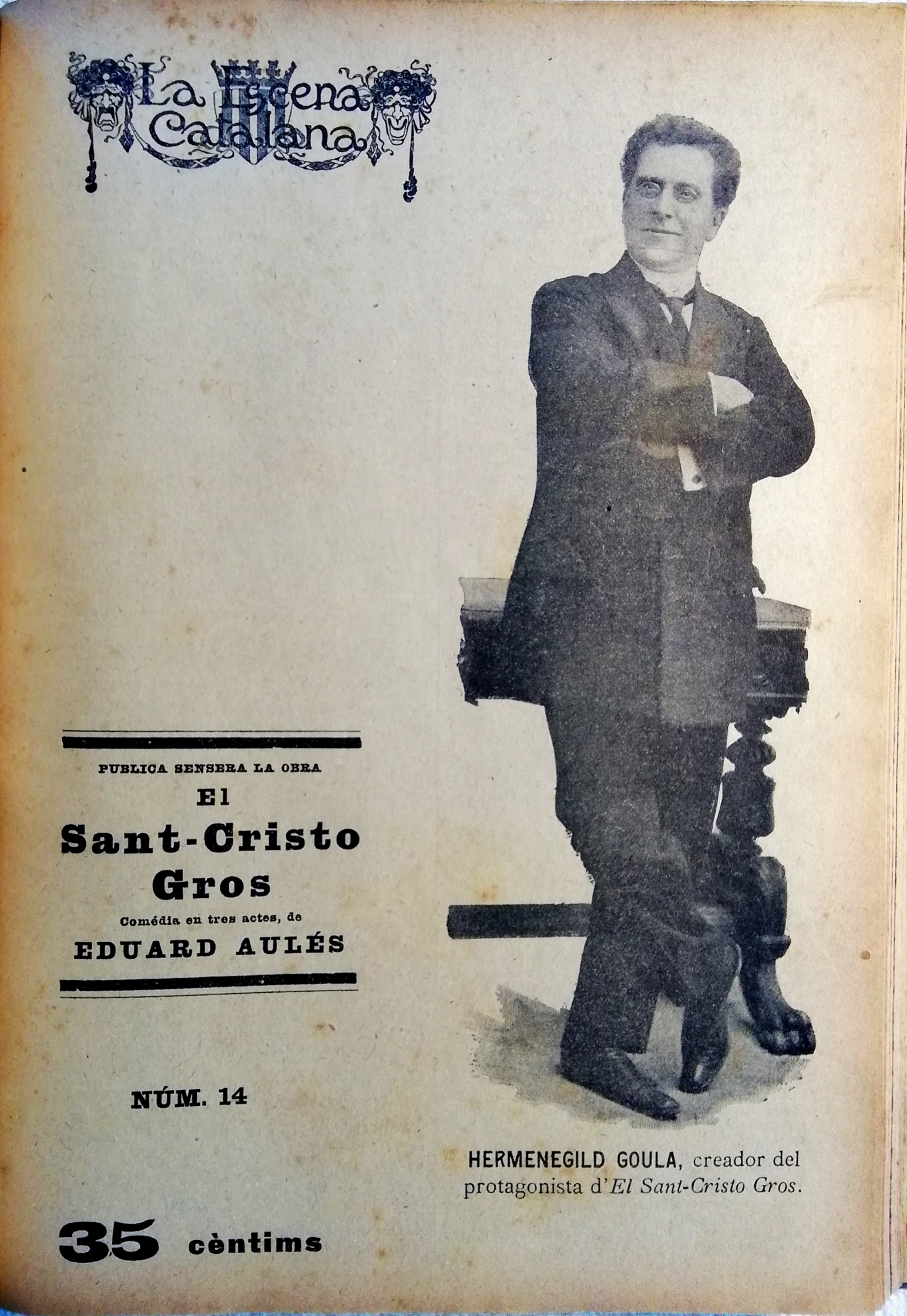
El Sant-Cristo Gros, comèdia en tres actes d'Eduard Aulés, amb l'actor Hermenegild Goula fent de protagonista. Publicat per La Escena Catalana l'any 1918

- El Sant-Cristo Gros, comèdia en tres actes d'Eduard Aulés, amb l'actor Hermenegild Goula fent de protagonista. Publicat per La Escena Catalana l'any 1918 Innocència. Passatemps còmico-líric en 1 acte i en prosa. Música de Joaquim Grant. Estrenat al Teatre Principal de Barcelona el 31 de novembre de 1906.
- No's pot ser pobre. Comèdia en un acte en vers

#### 1907
- A peu pla. Juguet en 1 acte. Música de Frederic Alfonso i Ferrer. Estrenat al Teatre Principal de Barcelona l'1 de novembre de 1907.
- No diguis blat.... Passatemps. Música de Joan Borràs i de Palau. Estrenat al Teatre Principal de Barcelona el 16 de novembre de 1907.
- La dida seca. Sarsuela en 1 acte. Música de Carles Oró i Escolà. Estrenada al Teatre Principal de Barcelona el dissabte, 28 de desembre de 1907.
- Amor telefònich. Diàleg en un acte en prosa.

#### 1909
- ¡Qué inocencia!. Zarzuela en 1 acto. Música de Carles Oró i Escolà. Estrenada al Teatre Tívoli de Barcelona el mes d'octubre de 1909.